# ثيودور إس. جونز
ثيودور إس. جونز (بالإنجليزية: Theodore S. Jones)‏ هو سياسي أمريكي، ولد في 27 يناير 1919، وتوفي في 1976. حزبياً، نشط في الحزب الجمهوري والحزب الديمقراطي. وقد انتخب عضو جمعية ولاية ويسكونسن.